# 廣州市歷史文化街區
广州市历史文化街区是广州市人民政府公布的，根据《广州市历史文化街区房屋保护实施意见》制定的历史文化街区。截至2020年1月，共有26个街区入选。

## 列表
- 沙面历史文化街区
- 上下九－第十甫历史文化街区
- 传统中轴线(近代)历史文化街区
- 耀华大街历史文化街区
- 人民南历史文化街区
- 北京路历史文化街区
- 南华西街历史文化街区
- 逢源大街－荔湾湖历史文化街区
- 昌华大街历史文化街区
- 宝源路历史文化街区
- 多宝路历史文化街区
- 宝华路历史文化街区
- 华林寺历史文化街区
- 和平中历史文化街区
- 光复南历史文化街区
- 光复中历史文化街区
- 五仙观－怀圣寺－六榕寺历史文化街区
- 海珠中历史文化街区
- 海珠南－长堤历史文化街区
- 文德南历史文化街区
- 洪德巷历史文化街区
- 龙骧大街历史文化街区
- 恩宁路历史文化街区
- 新河浦历史文化街区
- 华侨新村历史文化街区
- 长洲岛历史文化街区[2]